# Ромина Кнежић
Ромина Кнежић (Пула, 1981) хрватска је уредница, телевизијска водитељка и новинарка.

## Живот
Рођена је у Пули, године 1981. Новинарство је дипломирала у Италији, где је годину дана радила на Telequatro. Тренутно је водитељка информативне емисије Дневник Нове ТВ, на Новој телевизији. Писала је за италијанске новине и ширила их у све мањине света. Четири године је радила на Радио Ријека, све док није постала водитељка информативне емисије Дневник Нове ТВ, у 2007.
У 2008. години удала се за Сергеја Шитова, с којим има ћерку Зоју, коју је родила 2011.